# 埃爾莫利諾 (瓜希拉省)
埃爾莫利諾是哥倫比亞的城鎮，位於該國北部，由瓜希拉省負責管轄，始建於1595年，面積174平方公里，海拔高度315米，2005年人口7,346，人口密度每平方公里42.22人。

## 外部連結
- （西班牙文） El Molino official website （页面存档备份，存于）
- （西班牙文） Gobernacion de La Guajira - El Molino
- （西班牙文） Catholic.net - Ermita de San Lucas en El Molino-Guajira (Colombia) （页面存档备份，存于）
- （西班牙文） Biblioteca Luis Angel Arango - El Molino（页面存档备份，存于）

10°39′12″N 72°55′27″W / 10.6533°N 72.9242°W